# Phylactolaemata
Los filactolemados (Phylactolaemata, gr. "garganta protegida") son una clase del filo Bryozoa cuyos miembros viven exclusivamente en agua dulce. Como los demás briozoos, filtran partículas de alimento gracias a una corona de tentáculos ciliados llamada lofóforo. La clase contiene un solo orden actual, Plumatellida.

## Características
Viven en colonias con decenas o centenares de individuos llamados zooides, cada uno de los cuales es un clon del miembro fundador de la misma. A diferencia de algunos briozoos marinos, las colonias de filactolemados están formadas por un solo tipo de zooide, los tróficos, conocidos como autozooides. La colonia está sustentada por un exoesqueleto no mineralizado formado por material gelatinoso proteico secretado por los propios zooides.

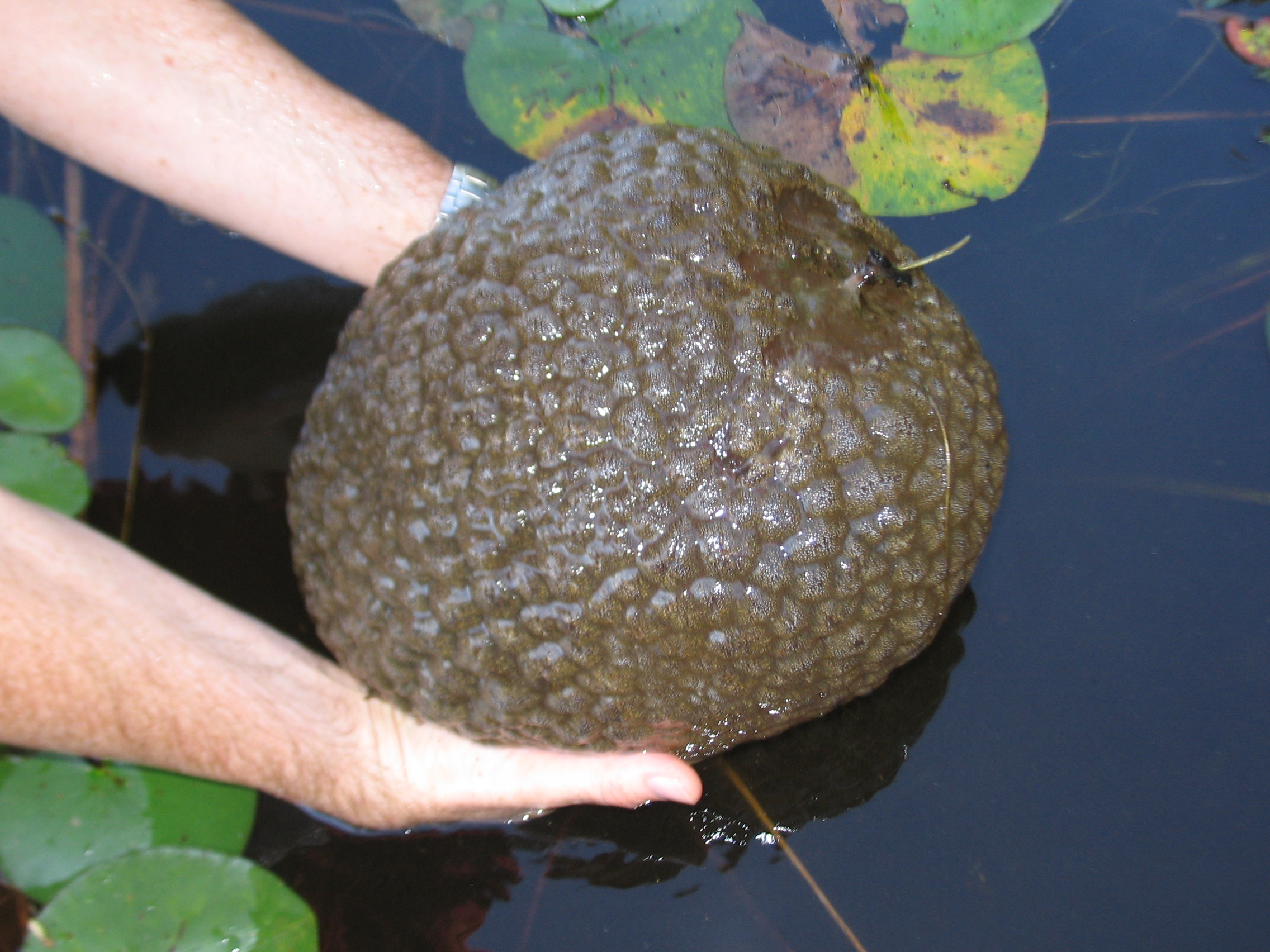
Colonia de Pectinatella magnifica.

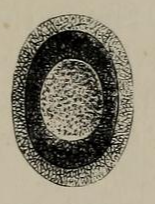
Estatoblasto de Plumatella repens

## Reproducción
Las colonias de filactolemados se reproducen sexualmente y cada miembro es hermafrodita simultáneo y actúa como macho y como hembra al mismo tiempo.
También se reproducen de manera asexual mediante un método único en briozoos, que permite a la colonia sobrevivir a las cambiantes condiciones ambientales del agua dulce. Durante el verano y el otoño producen masas de células discoidales llamadas estatoblastos que actúan como capullos de supervivencia más que como yemas reproductoras. Están conectados por un cordón al intestino de la colonia, que los alimenta. Los estatoblastos desarrollan unas valvas quitinosas protectoras que recuerdan las de los bivalvos. Cuando maduran, algunos se adhieren a la colonia, algunos caen al fondo, otros desarrollan cavidades llenas de aire que les permiten flotar, y algunos permanecen en la colonia para reconstruirla si llega a morir.
Los estatoblastos pueden permanecer en estado latente durante largo tiempo pudiendo soportar la desecación y la congelación. Pueden ser transportados largas distancias por los animales, la vegetación flotante o las corrientes y el viento. Una colonia de 1 m² es capaz de producir 800.000 estatoblastos.
Cuando las condiciones son favorables, las valvas se separan y la masa de células de su interior se transforma en un zooide que fundará una nueva colonia.